# نیکوبینگ شیولاند
نیکوبینگ شیولاند (به لاتین: Nykøbing Sjælland) یک منطقهٔ مسکونی در دانمارک است که در Odsherred Municipality واقع شده‌است. نیکوبینگ شیولاند ۳٫۰۵ کیلومتر مربع مساحت و ۵٬۰۹۵ نفر جمعیت دارد.